# Ernest Belenguer
Ernest Belenguer Cebrià (Valencia, 13 de diciembre de 1946) historiador español. Catedrático de Historia Moderna en la Universidad de Barcelona.

## Obras

### Monografías
Selección de alguna de sus obras
- Jaime I y su reinado. Editorial Milenio, 2008. ISBN 978-84-9743-246-7
- El imperio de Carlos V: las coronas y sus territorios. Península, 2002. ISBN 84-8307-525-3
- La Corona de Aragón en la monarquía hispánica: del apogeo del siglo XV a la crisis del XVII. Península, 2001. ISBN 84-8307-350-1
- Fernando el Católico: un monarca decisivo en las encrucijadas de su época. Península, 1999. ISBN 84-8307-183-5
- Cataluña: de la unión de coronas a la unión de armas: (1479-1626). Arco Libros, 1996. ISBN 84-7635-233-6
- Jaume I a través de la historia. València : Eliseu Climent, 1984. ISBN 84-7502-104-2

### Obras colectivas
- Ernest Belenguer, Felipe V. Garín Llombart y Carmen Morte García, La Corona de Aragón. El poder y la imagen de la Edad Media a la Edad Moderna (siglos XII - XVIII) (enlace roto disponible en Internet Archive; véase el historial, la primera versión y la última)., Sociedad Estatal para la Acción Cultural Exterior (SEACEX), Generalitat Valenciana y Ministerio de Cultura de España[4] - Lunwerg, 2006. ISBN 84-9785-261-3[5]

### Revistas
- La monarquía hispana desde la perspectiva de Cataluña[6]